# Smoothie
En smoothie (i plural rekommenderas smoothier, även om smoothies också förekommer) är en kall och oftast söt dryck som i grunden består av frysta eller färska frukter, bär eller grönsaker. Smoothien kan jämföras med milkshake, men till skillnad från en milkshake innehåller en smoothie sällan glass eller mjölk. Istället kan det vara juice, yoghurt eller någon annan mjölkprodukt. Den kan även innehålla exempelvis frön och kryddor. En smoothie serveras väl kyld, så därför används ofta frysta frukter eller bär; i annat fall används ofta krossad is. Dock inte att förväxla med slush.
Smoothie är ett alternativ till att få i sig frukt, grönsaker och bär utan att gå miste om fibrerna. Används en vanlig juicepress vid tillredningen går man däremot miste om fibrerna. Hur nyttig och hälsosam smoothien är beror på vad den innehåller förutom frukt, bär och grönsaker samt när den intas. En smoothie kan serveras som en del av en frukost, till mellanmål och efter träning. Kalorierna är samma som för hela råvaror, medan mättnadskänslan är sämre än när man äter råvarorna hela.
Smoothien blev populär omkring år 2000 och är förekommande i såväl kaféers som livsmedelsbutikers varuutbud. Ingredienserna kan skilja mycket mellan dessa produkter (2019).

## Ordetsmoothie
I svenska har vi övertagit engelskans originalbenämning, som syftar på en dryck som är ’len’ eller ’slät’ (smooth). I vissa andra språk har man istället lanserat egna översättningar eller anpassade stavningar av begreppet.
- frullato di frutta eller frullato (italienska för "frukt-shake")
- smwythyn (kymriska)
- smuzio (esperanto)
- gyümölcsturmix (ungerska för "fruktmilkshake")
- smuti (slovenska)

## Galleri

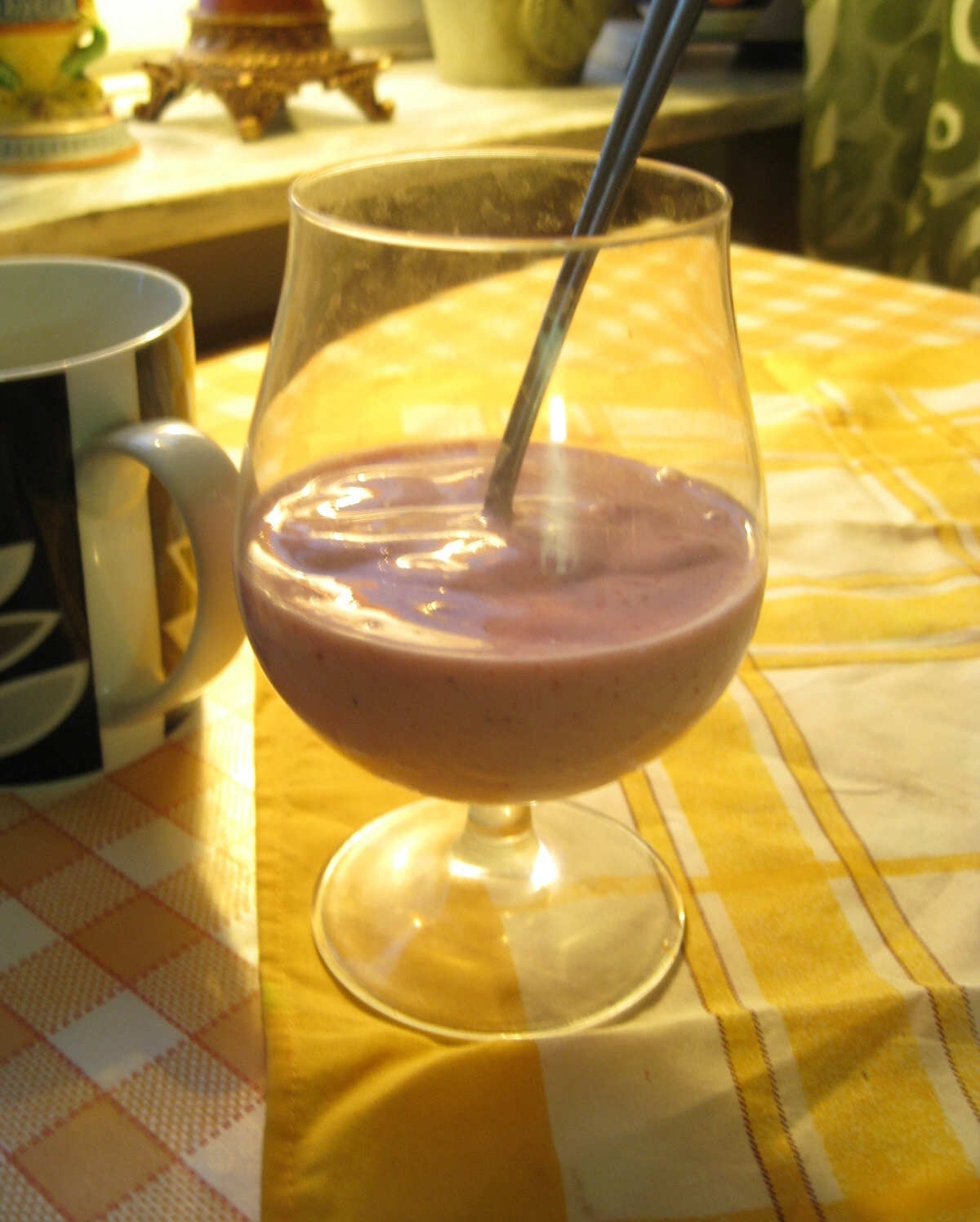
Smoothie som dessert till kaffet
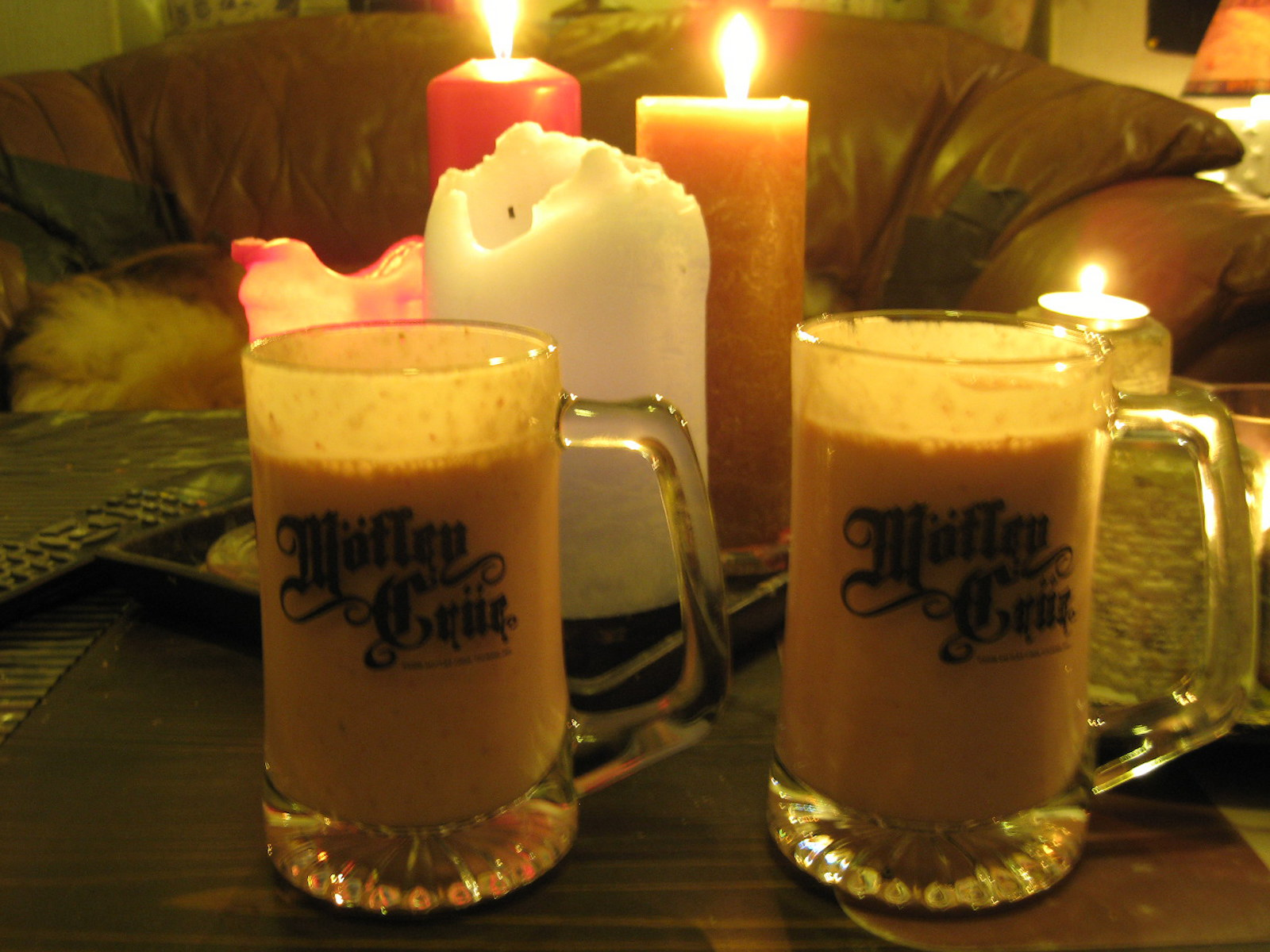
Jordgubbssmoothie
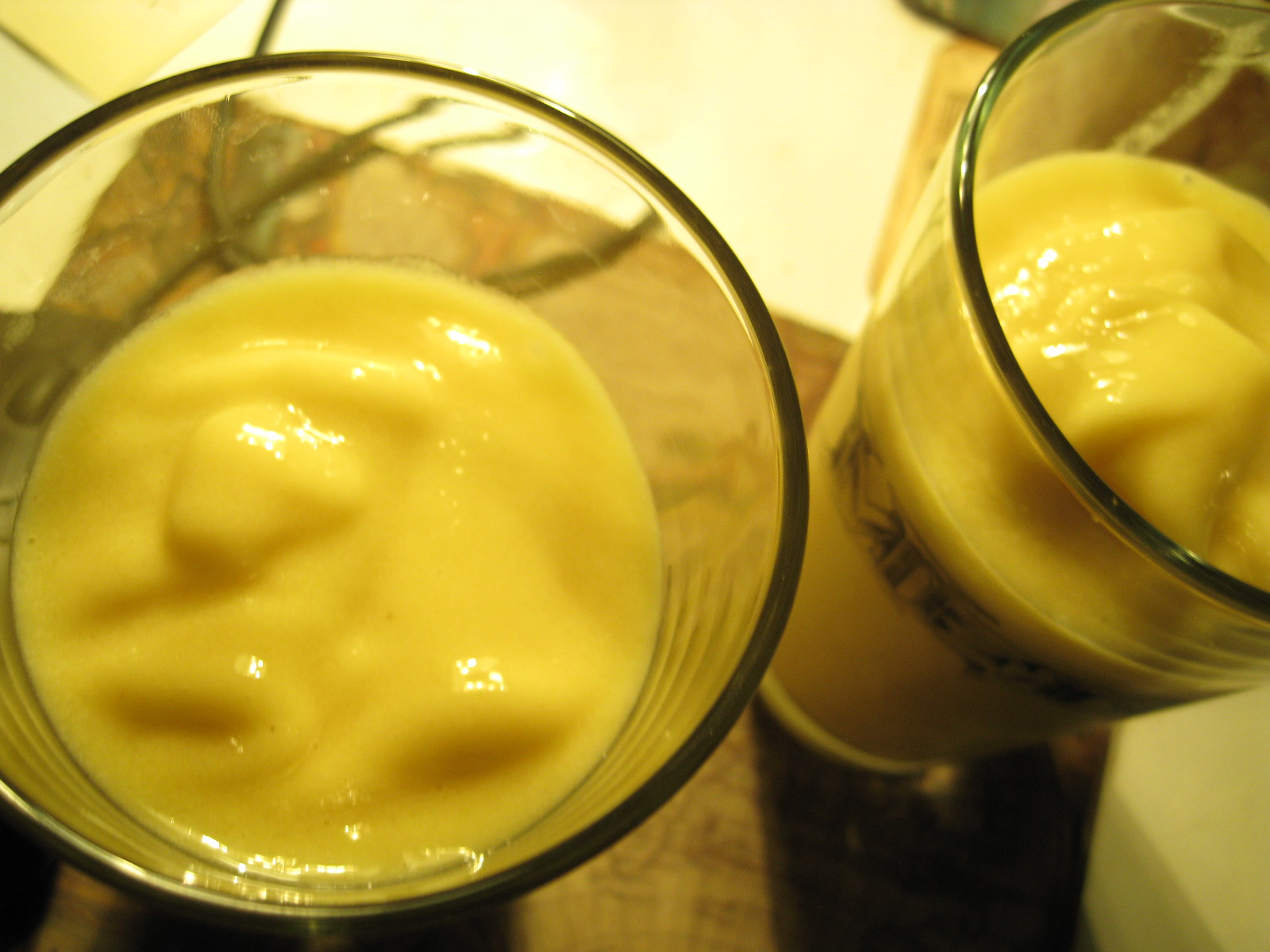
Tropisk smoothie

## Källhänvisningar
1. ↑  ”Fyra frågor om språket – hygge, webbseminarium, smart, smoothie”. Dagens Nyheter. 14 november 2016. http://www.dn.se/nyheter/fyra-fragor-om-spraket-hygge-webbseminarium-smart-smoothie/. Läst 22 november 2016. [inloggning kan krävas]
2. ↑  https://svenska.se/tre/?sok=smoothie&pz=1
3. ↑  Ingrid Jacobsson (2013-05-22): "Inte så nyttigt med smoothie". Radron.se. Läst 2 november 2014. [inloggning kan krävas]
4. 1 2  ”Är smoothien en kaloribomb?”. Hälsoliv. 17 november 2015. https://www.expressen.se/halsoliv/sofia-antonsson-kostradgivare/ar-min-smoothie-bara-en-stor-kaloribomb/. Läst 24 mars 2019.
5. ↑  Livsmedelsverket Arkiverad 13 juli 2017 hämtat från the Wayback Machine.. Läst 3 augusti 2017.
6. 1 2 3 4 5  dietist, Kristine Symreng, leg. ”Är smoothie nyttigt eller inte?”. www.sats.se. Arkiverad från originalet den 24 mars 2019. https://web.archive.org/web/20190324141057/https://www.sats.se/magazine/mat-och-traning/kost-och-naring/visste-du-detta-om-smoothies/. Läst 24 mars 2019.